# كونثبثيون (تشيلي)
كونثبثيون (بالإسبانية: Concepción)‏ هي مدينة في تشيلي وعاصمة مقاطعة كونثبثيون، الواقعة في إقليم بيو بيو، والذي تُعدّ المدينة عاصمته أيضًا. تُعتبر كونثبثيون والمنطقة المحيطة بها أكبر تجمع سكني في البلاد بعدد سكان يبلغ 889,725 نسمة (إحصائيات 2002). وتُعدّ المدينة ذات ترتيب 11 من حيث عدد السكان بعدد سكان يبلغ 212,300 نسمة.

## زلزال 27 فبراير 2010
في 27 فبراير 2010، ضرب زلزال بقوة 8.8 درجة مدينة كونثبثيون متسبباً بمقتل أكثر من 521 شخص وجرح الآلاف في أنحاء البلاد.

## توأمة
لكونثبثيون (تشيلي) اتفاقيات توأمة مع كل من:
- بيت لحم
- لابلاتا
- مونتيري
- كاسكافل
- أوكلاند
- كوينكا
- غواياكيل
- روساريو
- سان ميغيل دي توكومان (2013 - )[5]

## أعلام
- إنريكي مولينا غارمنديا
- خوسيه ماريا دي لا كروز
- رينيه شنايدر
- مانويل بولنيس
- ألونسو غارسيا دي رامون
- إستر كوساني
- مارلين أهرينس
- ديلفينا دي لا كروز
- أوزفالدو غونزاليس
- خوسيه خواكين برييتو